# Fleet Foxes (EP)
Fleet Foxes è il primo EP della band omonima, uscito nel 2006.

## Tracce
1. She Got Dressed – 3:29
2. In the Hot, Hot Rays – 3:04
3. Anyone Who's Anyone – 3:50
4. Textbook Love – 3:25
5. So Long to the Headstrong – 4:16
6. Icicle Tusk – 4:38